# Mascouche
Mascouche è un comune del Canada, situato nella provincia del Québec, nella regione di Lanaudière.